# De Kroon (IJsselstein)

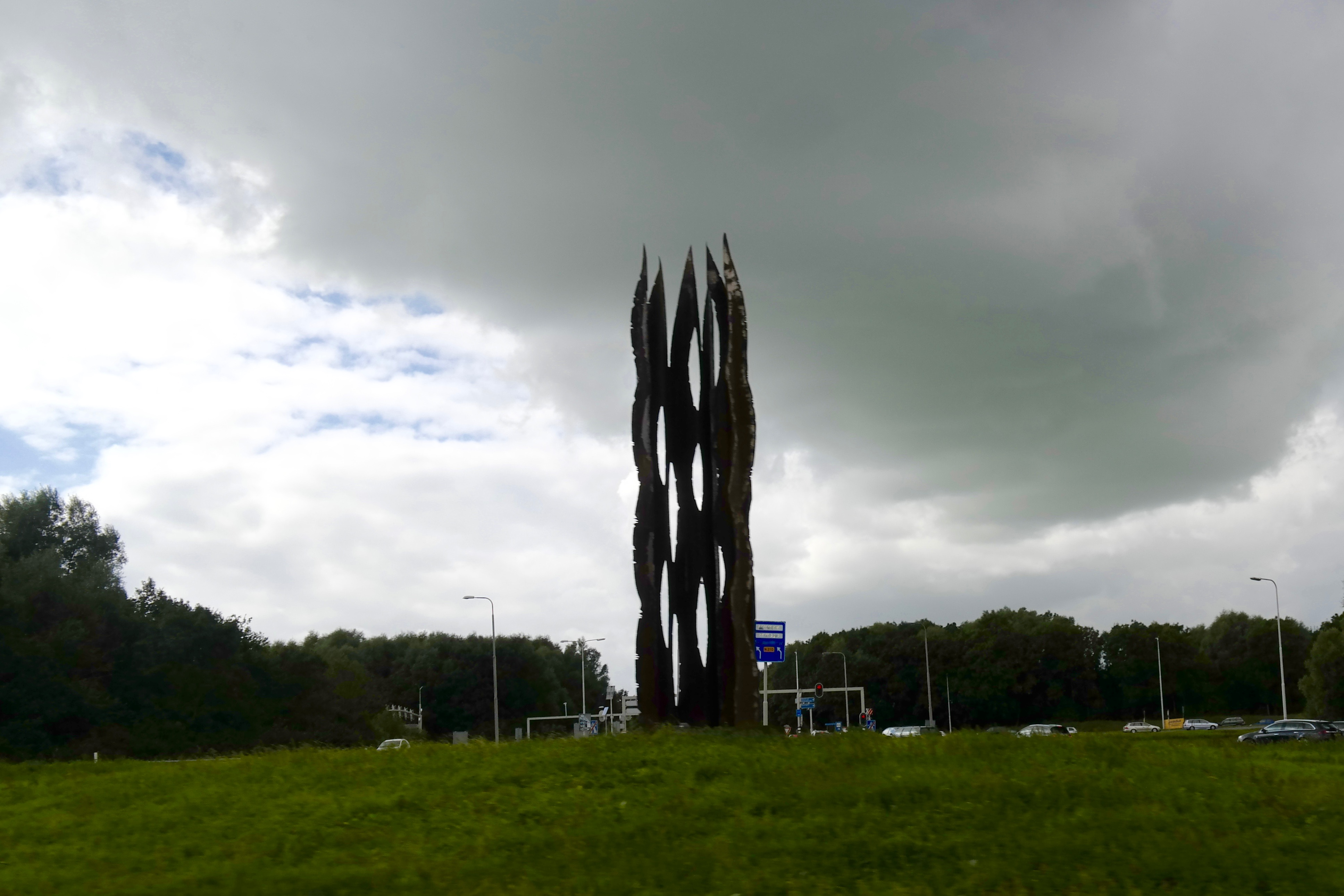
De Kroon, gezien vanaf de A2 ter hoogte van IJsselstein.

De Kroon is een kunstwerk van Ruud van de Wint in IJsselstein.
De Kroon is een 13 meter hoog en 4,5 meter breed expressionistisch beeld van Cortenstaal. Het beeld van Ruud van de Wint (Rudi) staat langs de A2 (Rijksweg 2) bij IJsselstein, in de Nederlandse provincie Utrecht. Het is in 2001 geplaatst.
De horizontale beweging van het verkeer vormt een tegenstelling met het Spartaanse, verticale beeld. De doorsnijdingen zorgen voor doorzichtigheid, waardoor wat achter het beeld gebeurt zichtbaar blijft. Samen met de gevouwen staalvormen geeft dit bij voorbijrijden het effect van moiré. 
Sinds juni 2015 wordt er geijverd de verlichting van De Kroon, alsook het taluud waarop dit kunstwerk staat, te vernieuwen en te verbeteren. De uitstraling die Ruud van de Wint vanaf de eerste ontwikkeling van deze sculptuur bedoeld heeft, moet hiermee gerealiseerd worden. Daarvoor wordt samengewerkt met De Nollen / R.W. van de Wint.